# Rhoogeton
Rhoogeton är ett släkte av tvåhjärtbladiga växter. Rhoogeton ingår i familjen Gesneriaceae.
Kladogram enligt Catalogue of Life:
| Rhoogeton | \| \| Rhoogeton cyclophyllus \| \| \| \| \| \| Rhoogeton viviparus \| \| \| \| |
|           | \| \| Rhoogeton cyclophyllus \| \| \| \| \| \| Rhoogeton viviparus \| \| \| \| |
|           | Rhoogeton cyclophyllus                                                         |
|           |                                                                                |
|           | Rhoogeton viviparus                                                            |
|           |                                                                                |